# Mastopoma loriforme
Mastopoma loriforme är en bladmossart som beskrevs av Bennard Otto van Zanten 1964. Mastopoma loriforme ingår i släktet Mastopoma och familjen Sematophyllaceae. Inga underarter finns listade i Catalogue of Life.